# بيتر غاردينر
بيتر غاردينر (بالسويدية: Peter Gardiner)‏ هو راقص وممثل سويدي، ولد في 8 يوليو 1968 في أوبسالا في السويد.

## وصلات خارجية
- بيتر غاردينر على موقع IMDb (الإنجليزية)
- بيتر غاردينر على موقع قاعدة بيانات الأفلام السويدية (السويدية)
- بيتر غاردينر على موقع قاعدة بيانات الفيلم (الإنجليزية)